# 蘇菲亞·尤索夫
蘇菲亞·尤索夫（英語：Sufiah Yusof，1984年—），英格蘭數學神童，現為一名社會工作者。

## 生平
5名兄弟姐妹中排名老三，父亲法鲁克是一位巴基斯坦裔数学家，母亲来自大马柔佛州麻坡，是一名科学家。蘇菲亞·尤索夫从小就拥有数学奇才，是史上数学神童之一。
蘇菲亞尤索夫于1997年首次成为新闻头条人物，13岁时便考入牛津大学主攻数学，成为该校史上最年轻的大学生之一。
蘇菲亞尤索夫虽身为英国国籍，不過她的母亲为马来西亚国籍，即使她的父亲曾经犯下一宗欺诈案，马来西亚政府也向她赞助所需的教育经费，马来西亚回教徒都视她为众回教徒的榜样。
2001年，当蘇菲亞尤索夫完成她的大学年终考试后，她便从牛津大学宿舍逃离出来。两个星期后，她被人发现于伯恩茅斯网吧当服务员，并且她拒绝返回家园，声称父母导致她很难在家里生活下去。她选择居住在一间寄养家庭。
两年后，她又回到了牛津大学继续完成她的本科和硕士学位，但是却未能于学年内完成她的学业，后来她嫁给了一位来自牛津大学的见习律师，她当时也是一家建筑公司的行政助理。不過他们的婚姻只维持了十三个月就结束了。

### 卖淫事件
2008年十二月，一个伊斯兰组织报道，蘇菲亞尤索夫已为她的妓女生涯感到懊悔，她目前身为一名社会工作者。